# Jonathan Coulton
Jonathan Coulton (født 1. december 1970) er en amerikansk singer-songwriter, der især er kendt for sine sange om nørd-kulturen og sin brug af internettet til at tiltrække fans.
Coulton udgiver sine sange under "Creative Commons Attribution-Noncommercial"-licensen, hvilket betyder, at alle må bruge hans sange til deres egne ikke kommercielle formål. Dette har resulteret i en lang række musikvideoer, som fans har lavet med hans sange.
Fra 16. september 2005 til 16. september 2006 udførte Coulton "Thing a Week", hvor han hver eneste uge producerede et nyt nummer. Dette gjorde han for at presse sin kreativitet.
Blandt hans mest populære sange er "Code Monkey", "Re: Your Brains", "Still Alive" og "Want You Gone" (de sidste tre er blevet brugt i spil udviklet af Valve: Left 4 Dead 2, Portal og Portal 2). Han var husmusiker i NPR's ugentlige gåde-quizshow Ask Me Another fra 2012 til det stoppede i 2021.
Coulton er tidligere computerprogrammør.
Hans album Artificial Heart (2011) var det første som nåede hitlisten, hvor det nåede førstepladsen på Billboards Top Heatseekers og nummer 125 på Billboard 200.

## Udgivelser

### Studiealbums
- Smoking Monkey (2003)
- Thing a Week One (2006)
- Thing a Week Two (2006)
- Thing a Week Three (2006)
- Thing a Week Four (2006)
- The Aftermath (2009)
- Artificial Heart (2011)
- Solid State (2017)
- Some Guys (2019)

### EP'er
- Where Tradition Meets Tomorrow (2004)
- Our Bodies, Ourselves, Our Cybernetic Arms (2005)

### Opsamlingsalbum
- JoCo Looks Back (2008)
- Jonathan Coulton's Greatest Hit (Plus 13 Other Songs) (2012)

### Livealbums
- Best. Concert. Ever. (2009)
- JoCo Live (2014)

### Andre udgivelser
- Other Experiments (Rarities Collection) (2005)
- Unplugged (Live on Second Life) (2006)
- The Orange Box Original Soundtrack (2007)
  - 1. "Still Alive" (Sung by Ellen McLain)
  - 19. "Still Alive" (Sung by Jonathan Coulton)
- Many Hands: Family Music for Haiti (2010)
  - 10. "The Princess Who Saved Herself"
- Portal 2 Soundtrack: Songs to Test By – Volume 3 (2011)
  - 13. "Want You Gone" (Sung by Ellen McLain)
- One Christmas at a Time (with John Roderick) (2012)
- Lego Dimensions (2015)
  - "You Wouldn't Know" (Sung by Ellen McLain)
- SpongeBob SquarePants: The Broadway Musical (2017)
  - "Bikini Bottom Day" (performed by the cast of SpongeBob SquarePants)